# Rimpfischhorn
Le Rimpfischhorn est un sommet des Alpes valaisannes à 4 199 mètres d'altitude, accessible depuis Zermatt ou Saas Fee.

## Toponymie
Le nom Rimpfischhorn (de rimpfen, « froncer ») lui vient de son arête nord hérissée de dents.

## Alpinisme
- 1859 - Première ascension par Melchior Anderegg, Leslie Stephen, R. Liveing et Johann Zumtaugwald, le 9 septembre
- 1912 - Ascension hivernale et à skis par Marcel Kurz